# Marc Carter
Marc Antonio „T.J.” Carter (ur. 22 maja 1985 w Mechanicsville) – amerykański koszykarz występujący na pozycji rzucającego obrońcy, obecnie zawodnik Asociacion Quimsa Santiago del Estero.
11 listopada 2016 podpisał umowę z BM Slam Stalą Ostrów Wielkopolski. 22 lipca 2017 został zawodnikiem litewskiego Lietuvos Rytas Wilno. 6 listopada opuścił klub po rozegraniu 7 spotkań sezonu regularnego. 21 grudnia trafił ponownie do BM Slam Stali Ostrów Wielkopolski.
11 listopada 2018 dołączył do argentyńskiego Asociacion Quimsa Santiago del Estero.

## Osiągnięcia
Stan na 12 listopada 2018, na podstawie, o ile nie zaznaczono inaczej.
Drużynowe
NCAA
- Uczestnik turnieju NCAA (2006)
- Mistrz:
  - sezonu regularnego konferencji Colonial Athletic Association (CAA – 2006)
  - turnieju konferencji CAA (2006)
- MVP turnieju CAA (2006)
- Zaliczony do:
  - I składu:
    - CAA (2008)
    - turnieju CAA (2008)

  - III składu CAA (2006)
- Lider CCA w skuteczności rzutów wolnych (2008)[7]

Drużynowe
- Wicemistrz:
  - Polski (2018)[8]
  - Cypru (2011)
- Brąz mistrzostw:
  - Grecji (2015, 2016)
  - Polski (2017)[9]
- 4. miejsce w lidze greckiej (2013, 2014)

Indywidualne
- MVP:
  - 8. kolejki Eurocup (2013/14)[10]
  - 26. kolejki ligi greckiej (2012/13)
- Najlepszy rezerwowy PLK (2017, 2018)[11][12]
- Zaliczony do III składu PLK (2017 według dziennikarzy)[13]